# Ângelo Coronel Filho
Ângelo Mário de Azevedo Martins Filho (Salvador), mais conhecido como Ângelo Coronel Filho é um político brasileiro, filiado ao PSD. Nas eleições de 2022, foi eleito deputado estadual pela BA.